# Otus tempestatis
Otus tempestatis (сплюшка ветарська) — вид совоподібних птахів родини совових (Strigidae). Ендемік Індонезії. Раніше вважався підвидом серамської або сулавеської сплюшки, однак був визнаний окремим видом.

## Опис
Довжина птаха становить 19-20 см. У представників більш поширеної рудувато-коричневої морфи верхня частина тіла сильно поцяткована смугами, груди світло-коричневі, поцятковані оранжевими плямами, пера на ній мають темні стрижні, живіт білуватий, поцяткований чорнуватими і коричневими плямами. Представники сірої морфи поцятковані дрібними світлими плямами і темними смугами по всьому тілу. На голові короткі пір'яні "вуха". Очі сірувато-жовті, дзьоб чорнуватий, лапи оперені, пальці сірувато-тілесного кольору.

## Поширення і екологія
Ветарські сплюшки є ендеміками острова Ветар в архіпелазі Малих Зондських островів. Вони живуть у вологих рівнинних тропічних лісах, на плантаціях і в садах. Живляться комахами.